# Forcipomyia brincki
Forcipomyia brincki är en tvåvingeart som beskrevs av Meillon 1959. Forcipomyia brincki ingår i släktet Forcipomyia och familjen svidknott. Inga underarter finns listade i Catalogue of Life.